# Tour de Berne féminin 2007
La 27e édition du Tour de Berne féminin a lieu le 13 mai 2007. C'est la cinquième épreuve de la Coupe du monde. Elle est remportée par la Lituanienne Edita Pučinskaitė.

## Équipes
| Équipes féminines professionnelles (20)- AA Drink-Cycling Team - Bigla - CMAX Dila-Guerciotti-Cogeas - DSB Bank - Flexpoint - Fenixs-HPB - Team Getränke-Hoffmann - Giant Pro Cycling - Lotto-Belisol Ladiesteam - Menikini-Selle Italia-Gysko - Equipe Nürnberger Versicherung - Raleigh Lifeforce Creation HB - Safi-Pasta Zara Manhattan - Saccarelli EMU Marsciano - SC Michela Fanini Record Rox - T-Mobile - Team Pro féminin du Génevois - Team Specialized Designs for Women - Uniqa - Vienne Futuroscope Équipes nationales (7)- Australie - Brésil - France - Italie - Lituanie - Nouvelle-Zélande - Suisse |
| |

## Parcours
Le parcours consiste en trois tours longs de 28 km contenants deux côtes dont la plus longue fait 1 km. Ensuite, deux tours de 20,8 km sont effectués avec seulement la côte de 1 km,.

## Favorites
La course est taillée pour les sprinteuses. Dans ce contexte, Ina-Yoko Teutenberg est favorite.

## Récit de la course
Dans la dernière difficulté du jour, un groupe de neuf coureuses s'extrait du peloton. Edita Pučinskaitė sort de celui-ci et s'impose en solitaire. Marianne Vos règle le groupe derrière.

## Classements

### Classement final
| \| Classement général \| Classement général \| Classement général \| Classement général \| Classement général \| \| Coureuse \| Coureuse \| Pays \| Équipe \| Temps \| \| ------------------ \| ------------------- \| ------------------ \| -------------------------------- \| ------------------ \| \| 1re \| Edita Pučinskaitė \| Lituanie \| Equipe Nürnberger Versicherung \| 3 h 06 min 33 s \| \| 2e \| Marianne Vos \| Pays-Bas \| DSB Bank \| + 11 s \| \| 3e \| Oenone Wood \| Australie \| T-Mobile \| + 11 s \| \| 4e \| Nicole Cooke \| Royaume-Uni \| Raleigh Lifeforce Creation HB \| + 11 s \| \| 5e \| Eva Lutz \| Allemagne \| Equipe Nürnberger Versicherung \| + 11 s \| \| 6e \| Andrea Graus \| Autriche \| Equipe Nürnberger Versicherung \| + 11 s \| \| 7e \| Sofie Goor \| Belgique \| Vlaanderen-Capri Sonne-T Interim \| + 11 s \| \| 8e \| Irene van den Broek \| Pays-Bas \| AA Drink-Cycling Team \| + 11 s \| \| 9e \| Edwige Pitel \| France \| Uniqa \| + 11 s \| \| 10e \| Rochelle Gilmore \| Australie \| Menikini-Selle Italia-Gysko \| + 11 s \| |                     |             |                                  |                 |
| |                     |             |                                  |                 |
| Source : Cycling Quotient |                     |             |                                  |                 |
| Classement général |                     |             |                                  |                 |
| Coureuse | Coureuse            | Pays        | Équipe                           | Temps           |
| 1re | Edita Pučinskaitė   | Lituanie    | Equipe Nürnberger Versicherung   | 3 h 06 min 33 s |
| 2e | Marianne Vos        | Pays-Bas    | DSB Bank                         | + 11 s          |
| 3e | Oenone Wood         | Australie   | T-Mobile                         | + 11 s          |
| 4e | Nicole Cooke        | Royaume-Uni | Raleigh Lifeforce Creation HB    | + 11 s          |
| 5e | Eva Lutz            | Allemagne   | Equipe Nürnberger Versicherung   | + 11 s          |
| 6e | Andrea Graus        | Autriche    | Equipe Nürnberger Versicherung   | + 11 s          |
| 7e | Sofie Goor          | Belgique    | Vlaanderen-Capri Sonne-T Interim | + 11 s          |
| 8e | Irene van den Broek | Pays-Bas    | AA Drink-Cycling Team            | + 11 s          |
| 9e | Edwige Pitel        | France      | Uniqa                            | + 11 s          |
| 10e | Rochelle Gilmore    | Australie   | Menikini-Selle Italia-Gysko      | + 11 s          |

## Liste des participantes
| Légende | Légende                                                                    | Légende | Légende                                                    |
| ------- | -------------------------------------------------------------------------- | ------- | ---------------------------------------------------------- |
| Num     | Dossard de départ porté par le coureur sur ce Tour de Berne                | Pos     | Position à l'arrivée de la course                          |
|         | Indique un maillot de champion national ou mondial, suivi de sa spécialité | NP      | Indique un coureur qui n'a pas pris le départ de la course |
| AB      | Indique un coureur qui n'a pas terminé la course                           | HD      | Indique un coureur qui a terminé la course hors des délais |

| Bigla BCT | Bigla BCT                  | Bigla BCT |
| --------- | -------------------------- | --------- |
| Num       | Coureuse                   | Pos       |
| 1         | Zulfiya Zabirova (KAZ)     | 63e       |
| 2         | Nicole Brändli (SUI)       | 50e       |
| 3         | Noemi Cantele (ITA)        | 68e       |
| 4         | Tanja Schmidt-Hennes (GER) | 16e       |
| 5         | Monica Holler (SWE)        | 31e       |
| 6         | Andrea Thürig (SUI)        | 47e       |

| Raleigh Lifeforce Creation HB RLT | Raleigh Lifeforce Creation HB RLT | Raleigh Lifeforce Creation HB RLT |
| --------------------------------- | --------------------------------- | --------------------------------- |
| Num                               | Coureuse                          | Pos                               |
| 11                                | Nicole Cooke (GBR) (route)        | 4e                                |
| 12                                | Priska Doppmann (SUI)             | 18e                               |
| 14                                | Joanne Kiesanowski (NZL)          | 15e                               |
| 15                                | Emma Rickards (AUS)               | 104e                              |
| 16                                | Karin Thürig (SUI)                | 60e                               |
| 17                                | Patricia Schwager (SUI)           | 25e                               |
| 19                                | Sereina Trachsel (SUI)            |                                   |

| T-Mobile TMP | T-Mobile TMP                  | T-Mobile TMP |
| ------------ | ----------------------------- | ------------ |
| Num          | Coureuse                      | Pos          |
| 21           | Judith Arndt (GER)            | 75e          |
| 22           | Chantal Beltman (NED)         | 67e          |
| 23           | Suzanne de Goede (NED)        | AB           |
| 24           | Alexis Rhodes (AUS)           | 108e         |
| 25           | Linda Villumsen (DEN) (route) | 105e         |
| 26           | Oenone Wood (AUS)             | 3e           |

| Flexpoint FLX | Flexpoint FLX          | Flexpoint FLX |
| ------------- | ---------------------- | ------------- |
| Num           | Coureuse               | Pos           |
| 31            | Loes Gunnewijk (NED)   | 36e           |
| 33            | Luise Keller (GER)     | 70e           |
| 35            | Madeleine Sandig (GER) | 52e           |
| 37            | Loes Markerink (NED)   | AB            |
| 38            | Mirjam Melchers (NED)  | 46e           |
| 39            | Iris Slappendel (NED)  | 109e          |

| Equipe Nürnberger Versicherung NUR | Equipe Nürnberger Versicherung NUR | Equipe Nürnberger Versicherung NUR |
| ---------------------------------- | ---------------------------------- | ---------------------------------- |
| Num                                | Coureuse                           | Pos                                |
| 41                                 | Andrea Graus (AUT)                 | 6e                                 |
| 42                                 | Eva Lutz (GER)                     | 5e                                 |
| 43                                 | Edita Pučinskaitė (LTU)            | 1re                                |
| 44                                 | Regina Schleicher (GER)            | AB                                 |
| 46                                 | Trixi Worrack (GER)                | 54e                                |
| 47                                 | Charlotte Becker (GER)             | AB                                 |

| Fenixs-HPB FEN | Fenixs-HPB FEN                 | Fenixs-HPB FEN |
| -------------- | ------------------------------ | -------------- |
| Num            | Coureuse                       | Pos            |
| 51             | Liane Bahler (GER)             | 91e            |
| 52             | Natalja Bojarskaja (RUS)       | 78e            |
| 55             | Oxana Kozonchuk (RUS)          | 26e            |
| 56             | Olga Sljussarewa (RUS) (route) | 11e            |
| 57             | Tatiana Antoshina (RUS)        | 80e            |
| 58             | Laura Morfin (MEX)             | 62e            |

| DSB Bank DSB | DSB Bank DSB               | DSB Bank DSB |
| ------------ | -------------------------- | ------------ |
| Num          | Coureuse                   | Pos          |
| 61           | Marianne Vos (NED) (route) | 2e           |
| 62           | Andrea Bosman (NED)        | 29e          |
| 63           | Ludivine Henrion (BEL)     | 24e          |
| 64           | Marieke van Wanroij (NED)  | HD           |
| 65           | Sharon van Essen (NED)     | 110e         |

| Menikini-Selle Italia-Gysko MSG | Menikini-Selle Italia-Gysko MSG | Menikini-Selle Italia-Gysko MSG |
| ------------------------------- | ------------------------------- | ------------------------------- |
| Num                             | Coureuse                        | Pos                             |
| 71                              | Karin Aune (SWE)                | 41e                             |
| 72                              | Sigrid Corneo (ITA)             | 76e                             |
| 73                              | Olivia Gollan (AUS)             | 69e                             |
| 74                              | Miho Oki (JPN) (route)          | 23e                             |
| 76                              | Dorte Lohse Rasmussen (DEN)     | 42e                             |
| 77                              | Rochelle Gilmore (AUS)          | 10e                             |

| Safi-Pasta Zara Manhattan SAF | Safi-Pasta Zara Manhattan SAF | Safi-Pasta Zara Manhattan SAF |
| ----------------------------- | ----------------------------- | ----------------------------- |
| Num                           | Coureuse                      | Pos                           |
| 81                            | Marta Bastianelli (ITA)       | 27e                           |
| 82                            | Alessandra Borchi (ITA)       | 102e                          |
| 84                            | Daniela Fusar Poli (ITA)      | 98e                           |
| 86                            | Diana Žiliūtė (LTU) (route)   | 34e                           |
| 87                            | Vera Carrara (ITA)            | 72e                           |

| AA Drink-Cycling Team AAD | AA Drink-Cycling Team AAD        | AA Drink-Cycling Team AAD |
| ------------------------- | -------------------------------- | ------------------------- |
| Num                       | Coureuse                         | Pos                       |
| 91                        | Marlijn Binnendijk (NED)         | 73e                       |
| 92                        | Paulina Brzeźna-Bentkowska (POL) | 37e                       |
| 93                        | Tatiana Guderzo (ITA)            | 74e                       |
| 94                        | Inge van den Broeck (BEL)        | 87e                       |
| 95                        | Irene van den Broek (NED)        | 8e                        |
| 96                        | An Van Rie (BEL)                 | 30e                       |

| Team Getränke-Hoffmann TGH | Team Getränke-Hoffmann TGH | Team Getränke-Hoffmann TGH |
| -------------------------- | -------------------------- | -------------------------- |
| Num                        | Coureuse                   | Pos                        |
| 101                        | Natalie Bates (AUS)        | 57e                        |
| 102                        | Christina Becker (GER)     | AB                         |
| 103                        | Angela Hennig (GER)        | 12e                        |
| 104                        | Elke Gebhardt (GER)        | 88e                        |
| 105                        | Sandra Missbach (GER)      | 111e                       |
| 106                        | Theresa Senff (GER)        | AB                         |

| CMAX Dila-Guerciotti-Cogeas DGC | CMAX Dila-Guerciotti-Cogeas DGC | CMAX Dila-Guerciotti-Cogeas DGC |
| ------------------------------- | ------------------------------- | ------------------------------- |
| Num                             | Coureuse                        | Pos                             |
| 111                             | Maja Adamsen (DEN)              | 58e                             |
| 112                             | Mette Fischer Andreasen         | HD                              |
| 113                             | Emanuela Azzini (ITA)           | 100e                            |
| 114                             | Evelyn García (route)           | 40e                             |
| 115                             | Aimee Vasse (USA)               | HD                              |
| 116                             | Marta Vilajosana (ESP)          | 53e                             |

| Uniqa UNG | Uniqa UNG                    | Uniqa UNG |
| --------- | ---------------------------- | --------- |
| Num       | Coureuse                     | Pos       |
| 121       | Lada Kozlíková (CZE) (route) |           |
| 122       | Daniela Pintarelli (AUT)     | 92e       |
| 123       | Edwige Pitel (FRA)           | 9e        |
| 124       | Monika Schachl (AUT)         | 64e       |
| 126       | Veronika Sprügl (AUT)        | HD        |
| 129       | Corinna Kreidl (AUT)         | NP        |
| 130       | Karin Pekovits (AUT)         | HD        |

| Saccarelli EMU Marsciano SEM | Saccarelli EMU Marsciano SEM | Saccarelli EMU Marsciano SEM |
| ---------------------------- | ---------------------------- | ---------------------------- |
| Num                          | Coureuse                     | Pos                          |
| 131                          | Monia Baccaille (ITA)        | 19e                          |
| 132                          | Leda Cox (GBR)               | 83e                          |
| 133                          | Alessandra D'Ettorre (ITA)   | 21e                          |
| 134                          | Miyoko Karami (JPN)          | HD                           |
| 136                          | Chiara Rozzini (ITA)         | HD                           |
| 137                          | Samantha Galassi (ITA)       | AB                           |

| Lotto-Belisol Ladiesteam LBL | Lotto-Belisol Ladiesteam LBL | Lotto-Belisol Ladiesteam LBL |
| ---------------------------- | ---------------------------- | ---------------------------- |
| Num                          | Coureuse                     | Pos                          |
| 141                          | Siobhan Dervan (IRL) (route) | 59e                          |
| 142                          | Lieselot Decroix (BEL)       | 44e                          |
| 143                          | Catherine Delfosse (BEL)     | 93e                          |
| 146                          | Grace Verbeke (BEL)          | 38e                          |
| 147                          | Sara Carrigan (AUS)          | 71e                          |
| 148                          | Yolandi du Toit (RSA)        | 85e                          |

| SC Michela Fanini Record Rox MIC | SC Michela Fanini Record Rox MIC | SC Michela Fanini Record Rox MIC |
| -------------------------------- | -------------------------------- | -------------------------------- |
| Num                              | Coureuse                         | Pos                              |
| 151                              | Rebecca Bertolo (ITA)            | AB                               |
| 153                              | Rosane Kirch (BRA)               | 56e                              |
| 155                              | Grete Treier (EST)               | AB                               |
| 156                              | Daiva Tušlaitė (LTU)             | 20e                              |
| 159                              | Valentina Bastianelli (ITA)      | AB                               |
| 160                              | Federica Balestri (ITA)          | AB                               |

| Vienne Futuroscope FUT | Vienne Futuroscope FUT  | Vienne Futuroscope FUT |
| ---------------------- | ----------------------- | ---------------------- |
| Num                    | Coureuse                | Pos                    |
| 161                    | Mélanie Bravard (FRA)   | HD                     |
| 163                    | Marina Jaunâtre (FRA)   | 28e                    |
| 164                    | Nathalie Jeuland (FRA)  | 35e                    |
| 166                    | Emmanuelle Merlot (FRA) | HD                     |
| 168                    | Sonia Bazire (FRA)      | HD                     |
| 169                    | Emilie Lebrun (FRA)     | AB                     |

| Team Pro féminin du Génevois TPF | Team Pro féminin du Génevois TPF | Team Pro féminin du Génevois TPF |
| -------------------------------- | -------------------------------- | -------------------------------- |
| Num                              | Coureuse                         | Pos                              |
| 171                              | Sophie Creux (FRA)               | NP                               |
| 172                              | Vicky Fournial (FRA)             | AB                               |
| 173                              | Isabelle Hoffmann (LUX) (route)  | AB                               |
| 174                              | Eugénie Mermillod (FRA)          | 95e                              |
| 175                              | Fanny Riberot (FRA)              | HD                               |
| 176                              | Nathalie Tirard-Collet (FRA)     | HD                               |

| Vlaanderen-Capri Sonne-T Interim VLL | Vlaanderen-Capri Sonne-T Interim VLL | Vlaanderen-Capri Sonne-T Interim VLL |
| ------------------------------------ | ------------------------------------ | ------------------------------------ |
| Num                                  | Coureuse                             | Pos                                  |
| 182                                  | Sofie Goor (BEL)                     | 7e                                   |
| 183                                  | Emma Johansson (SWE)                 | 33e                                  |
| 186                                  | Laure Werner (BEL)                   | 97e                                  |
| 189                                  | Loes Sels (BEL)                      | 103e                                 |

| USC Chirio Forno d'Asolo USC | USC Chirio Forno d'Asolo USC   | USC Chirio Forno d'Asolo USC |
| ---------------------------- | ------------------------------ | ---------------------------- |
| Num                          | Coureuse                       | Pos                          |
| 191                          | Alona Andruk (UKR)             | 39e                          |
| 192                          | Uênia Fernandes Da Souza (BRA) | AB                           |
| 195                          | Samantha Profumo (ITA)         | AB                           |
| 199                          | Ombretta Ugolini (ITA)         | HD                           |

| Giant Pro Cycling GPC | Giant Pro Cycling GPC | Giant Pro Cycling GPC |
| --------------------- | --------------------- | --------------------- |
| Num                   | Coureuse              | Pos                   |
| 201                   | Xiaoning Gao (CHN)    | HD                    |
| 202                   | Li Meifang (CHN)      | AB                    |
| 204                   | Yong Li Liu (CHN)     | 81e                   |
| 205                   | Meng Lang (CHN)       | 79e                   |
| 206                   | Xiangyin Ruan (CHN)   | HD                    |
| 208                   | Wang Fei (CHN)        | AB                    |

| Team Specialized Designs for Women TSW | Team Specialized Designs for Women TSW | Team Specialized Designs for Women TSW |
| -------------------------------------- | -------------------------------------- | -------------------------------------- |
| Num                                    | Coureuse                               | Pos                                    |
| 211                                    | Sarah Grab (SUI)                       | AB                                     |
| 212                                    | Catrine Josefsson (SWE)                | HD                                     |
| 213                                    | Nicole Käser (SUI)                     | AB                                     |
| 214                                    | Rosmarie Mayer (GER)                   | AB                                     |
| 215                                    | Mirjam Hauser-Senn (SUI)               | 82e                                    |
| 216                                    | Birgit Söllner (GER)                   | 55e                                    |

| Suisse SUI | Suisse SUI              | Suisse SUI |
| ---------- | ----------------------- | ---------- |
| Num        | Coureuse                | Pos        |
| 221        | Annette Beutler (route) | 22e        |
| 222        | Alexandra Born          | AB         |
| 225        | Valérie Hofstetter      | AB         |
| 227        | Karin Steiner           | 90e        |
| 228        | Marianne Stalder        | HD         |

| Italie ITA | Italie ITA        | Italie ITA |
| ---------- | ----------------- | ---------- |
| Num        | Coureuse          | Pos        |
| 231        | Martina Corazza   | 13e        |
| 232        | Alice Donadoni    | 101e       |
| 233        | Giulia Lazzerini  | 99e        |
| 234        | Silvia Parietti   | 51e        |
| 236        | Francesca Tognali | 94e        |
| 237        | Elena Berlato     | HD         |

| Australie AUS | Australie AUS     | Australie AUS |
| ------------- | ----------------- | ------------- |
| Num           | Coureuse          | Pos           |
| 241           | Nikki Butterfield | 14e           |
| 243           | Jocelyn Loane     | 107e          |
| 244           | Jenny MacPherson  | HD            |
| 245           | Amanda Spratt     | 96e           |
| 246           | Candice Sullivan  | 45e           |
| 247           | Katie Brown       | HD            |

| Lituanie LTU | Lituanie LTU        | Lituanie LTU |
| ------------ | ------------------- | ------------ |
| Num          | Coureuse            | Pos          |
| 251          | Edita Janeliūnaitė  | HD           |
| 252          | Urtė Juodvalkytė    | AB           |
| 254          | Agnė Miliškevičiūtė | AB           |
| 255          | Agne Sukutyte       | AB           |
| 258          | Lina Skujaite       | HD           |

| France FRA | France FRA               | France FRA |
| ---------- | ------------------------ | ---------- |
| Num        | Coureuse                 | Pos        |
| 261        | Christel Ferrier-Bruneau | 89e        |
| 262        | Florence Girardet        | HD         |
| 263        | Sonia Huguet             | 106e       |
| 264        | Julie Krasniak           | 65e        |
| 265        | Magali Le Floc'h         | 32e        |
| 269        | Sylvie Riedle            | 17e        |

| Nouvelle-Zélande NZL | Nouvelle-Zélande NZL | Nouvelle-Zélande NZL |
| -------------------- | -------------------- | -------------------- |
| Num                  | Coureuse             | Pos                  |
| 271                  | Toni Bradshaw        | 48e                  |
| 273                  | Michelle Hyland      | 43e                  |
| 274                  | Serena Sheridan      | 61e                  |
| 275                  | Georgina Waibl       | 66e                  |
| 276                  | Carissa Wilkes       | 49e                  |
| 277                  | Marina Duvnjak       | HD                   |

| Brésil BRA | Brésil BRA                         | Brésil BRA |
| ---------- | ---------------------------------- | ---------- |
| Num        | Coureuse                           | Pos        |
| 281        | Clemilda Fernandes                 | 84e        |
| 282        | Janildes Fernandes                 | 77e        |
| 283        | Debora Cristina Gerhard            | 86e        |
| 284        | Valquiria Alessandra Bento Pardial | AB         |

| Bigla BCT | Bigla BCT                  | Bigla BCT |
| --------- | -------------------------- | --------- |
| Num       | Coureuse                   | Pos       |
| 1         | Zulfiya Zabirova (KAZ)     | 63e       |
| 2         | Nicole Brändli (SUI)       | 50e       |
| 3         | Noemi Cantele (ITA)        | 68e       |
| 4         | Tanja Schmidt-Hennes (GER) | 16e       |
| 5         | Monica Holler (SWE)        | 31e       |
| 6         | Andrea Thürig (SUI)        | 47e       |

| Raleigh Lifeforce Creation HB RLT | Raleigh Lifeforce Creation HB RLT | Raleigh Lifeforce Creation HB RLT |
| --------------------------------- | --------------------------------- | --------------------------------- |
| Num                               | Coureuse                          | Pos                               |
| 11                                | Nicole Cooke (GBR) (route)        | 4e                                |
| 12                                | Priska Doppmann (SUI)             | 18e                               |
| 14                                | Joanne Kiesanowski (NZL)          | 15e                               |
| 15                                | Emma Rickards (AUS)               | 104e                              |
| 16                                | Karin Thürig (SUI)                | 60e                               |
| 17                                | Patricia Schwager (SUI)           | 25e                               |
| 19                                | Sereina Trachsel (SUI)            |                                   |

| T-Mobile TMP | T-Mobile TMP                  | T-Mobile TMP |
| ------------ | ----------------------------- | ------------ |
| Num          | Coureuse                      | Pos          |
| 21           | Judith Arndt (GER)            | 75e          |
| 22           | Chantal Beltman (NED)         | 67e          |
| 23           | Suzanne de Goede (NED)        | AB           |
| 24           | Alexis Rhodes (AUS)           | 108e         |
| 25           | Linda Villumsen (DEN) (route) | 105e         |
| 26           | Oenone Wood (AUS)             | 3e           |

| Flexpoint FLX | Flexpoint FLX          | Flexpoint FLX |
| ------------- | ---------------------- | ------------- |
| Num           | Coureuse               | Pos           |
| 31            | Loes Gunnewijk (NED)   | 36e           |
| 33            | Luise Keller (GER)     | 70e           |
| 35            | Madeleine Sandig (GER) | 52e           |
| 37            | Loes Markerink (NED)   | AB            |
| 38            | Mirjam Melchers (NED)  | 46e           |
| 39            | Iris Slappendel (NED)  | 109e          |

| Equipe Nürnberger Versicherung NUR | Equipe Nürnberger Versicherung NUR | Equipe Nürnberger Versicherung NUR |
| ---------------------------------- | ---------------------------------- | ---------------------------------- |
| Num                                | Coureuse                           | Pos                                |
| 41                                 | Andrea Graus (AUT)                 | 6e                                 |
| 42                                 | Eva Lutz (GER)                     | 5e                                 |
| 43                                 | Edita Pučinskaitė (LTU)            | 1re                                |
| 44                                 | Regina Schleicher (GER)            | AB                                 |
| 46                                 | Trixi Worrack (GER)                | 54e                                |
| 47                                 | Charlotte Becker (GER)             | AB                                 |

| Fenixs-HPB FEN | Fenixs-HPB FEN                 | Fenixs-HPB FEN |
| -------------- | ------------------------------ | -------------- |
| Num            | Coureuse                       | Pos            |
| 51             | Liane Bahler (GER)             | 91e            |
| 52             | Natalja Bojarskaja (RUS)       | 78e            |
| 55             | Oxana Kozonchuk (RUS)          | 26e            |
| 56             | Olga Sljussarewa (RUS) (route) | 11e            |
| 57             | Tatiana Antoshina (RUS)        | 80e            |
| 58             | Laura Morfin (MEX)             | 62e            |

| DSB Bank DSB | DSB Bank DSB               | DSB Bank DSB |
| ------------ | -------------------------- | ------------ |
| Num          | Coureuse                   | Pos          |
| 61           | Marianne Vos (NED) (route) | 2e           |
| 62           | Andrea Bosman (NED)        | 29e          |
| 63           | Ludivine Henrion (BEL)     | 24e          |
| 64           | Marieke van Wanroij (NED)  | HD           |
| 65           | Sharon van Essen (NED)     | 110e         |

| Menikini-Selle Italia-Gysko MSG | Menikini-Selle Italia-Gysko MSG | Menikini-Selle Italia-Gysko MSG |
| ------------------------------- | ------------------------------- | ------------------------------- |
| Num                             | Coureuse                        | Pos                             |
| 71                              | Karin Aune (SWE)                | 41e                             |
| 72                              | Sigrid Corneo (ITA)             | 76e                             |
| 73                              | Olivia Gollan (AUS)             | 69e                             |
| 74                              | Miho Oki (JPN) (route)          | 23e                             |
| 76                              | Dorte Lohse Rasmussen (DEN)     | 42e                             |
| 77                              | Rochelle Gilmore (AUS)          | 10e                             |

| Safi-Pasta Zara Manhattan SAF | Safi-Pasta Zara Manhattan SAF | Safi-Pasta Zara Manhattan SAF |
| ----------------------------- | ----------------------------- | ----------------------------- |
| Num                           | Coureuse                      | Pos                           |
| 81                            | Marta Bastianelli (ITA)       | 27e                           |
| 82                            | Alessandra Borchi (ITA)       | 102e                          |
| 84                            | Daniela Fusar Poli (ITA)      | 98e                           |
| 86                            | Diana Žiliūtė (LTU) (route)   | 34e                           |
| 87                            | Vera Carrara (ITA)            | 72e                           |

| AA Drink-Cycling Team AAD | AA Drink-Cycling Team AAD        | AA Drink-Cycling Team AAD |
| ------------------------- | -------------------------------- | ------------------------- |
| Num                       | Coureuse                         | Pos                       |
| 91                        | Marlijn Binnendijk (NED)         | 73e                       |
| 92                        | Paulina Brzeźna-Bentkowska (POL) | 37e                       |
| 93                        | Tatiana Guderzo (ITA)            | 74e                       |
| 94                        | Inge van den Broeck (BEL)        | 87e                       |
| 95                        | Irene van den Broek (NED)        | 8e                        |
| 96                        | An Van Rie (BEL)                 | 30e                       |

| Team Getränke-Hoffmann TGH | Team Getränke-Hoffmann TGH | Team Getränke-Hoffmann TGH |
| -------------------------- | -------------------------- | -------------------------- |
| Num                        | Coureuse                   | Pos                        |
| 101                        | Natalie Bates (AUS)        | 57e                        |
| 102                        | Christina Becker (GER)     | AB                         |
| 103                        | Angela Hennig (GER)        | 12e                        |
| 104                        | Elke Gebhardt (GER)        | 88e                        |
| 105                        | Sandra Missbach (GER)      | 111e                       |
| 106                        | Theresa Senff (GER)        | AB                         |

| CMAX Dila-Guerciotti-Cogeas DGC | CMAX Dila-Guerciotti-Cogeas DGC | CMAX Dila-Guerciotti-Cogeas DGC |
| ------------------------------- | ------------------------------- | ------------------------------- |
| Num                             | Coureuse                        | Pos                             |
| 111                             | Maja Adamsen (DEN)              | 58e                             |
| 112                             | Mette Fischer Andreasen         | HD                              |
| 113                             | Emanuela Azzini (ITA)           | 100e                            |
| 114                             | Evelyn García (route)           | 40e                             |
| 115                             | Aimee Vasse (USA)               | HD                              |
| 116                             | Marta Vilajosana (ESP)          | 53e                             |

| Uniqa UNG | Uniqa UNG                    | Uniqa UNG |
| --------- | ---------------------------- | --------- |
| Num       | Coureuse                     | Pos       |
| 121       | Lada Kozlíková (CZE) (route) |           |
| 122       | Daniela Pintarelli (AUT)     | 92e       |
| 123       | Edwige Pitel (FRA)           | 9e        |
| 124       | Monika Schachl (AUT)         | 64e       |
| 126       | Veronika Sprügl (AUT)        | HD        |
| 129       | Corinna Kreidl (AUT)         | NP        |
| 130       | Karin Pekovits (AUT)         | HD        |

| Saccarelli EMU Marsciano SEM | Saccarelli EMU Marsciano SEM | Saccarelli EMU Marsciano SEM |
| ---------------------------- | ---------------------------- | ---------------------------- |
| Num                          | Coureuse                     | Pos                          |
| 131                          | Monia Baccaille (ITA)        | 19e                          |
| 132                          | Leda Cox (GBR)               | 83e                          |
| 133                          | Alessandra D'Ettorre (ITA)   | 21e                          |
| 134                          | Miyoko Karami (JPN)          | HD                           |
| 136                          | Chiara Rozzini (ITA)         | HD                           |
| 137                          | Samantha Galassi (ITA)       | AB                           |

| Lotto-Belisol Ladiesteam LBL | Lotto-Belisol Ladiesteam LBL | Lotto-Belisol Ladiesteam LBL |
| ---------------------------- | ---------------------------- | ---------------------------- |
| Num                          | Coureuse                     | Pos                          |
| 141                          | Siobhan Dervan (IRL) (route) | 59e                          |
| 142                          | Lieselot Decroix (BEL)       | 44e                          |
| 143                          | Catherine Delfosse (BEL)     | 93e                          |
| 146                          | Grace Verbeke (BEL)          | 38e                          |
| 147                          | Sara Carrigan (AUS)          | 71e                          |
| 148                          | Yolandi du Toit (RSA)        | 85e                          |

| SC Michela Fanini Record Rox MIC | SC Michela Fanini Record Rox MIC | SC Michela Fanini Record Rox MIC |
| -------------------------------- | -------------------------------- | -------------------------------- |
| Num                              | Coureuse                         | Pos                              |
| 151                              | Rebecca Bertolo (ITA)            | AB                               |
| 153                              | Rosane Kirch (BRA)               | 56e                              |
| 155                              | Grete Treier (EST)               | AB                               |
| 156                              | Daiva Tušlaitė (LTU)             | 20e                              |
| 159                              | Valentina Bastianelli (ITA)      | AB                               |
| 160                              | Federica Balestri (ITA)          | AB                               |

| Vienne Futuroscope FUT | Vienne Futuroscope FUT  | Vienne Futuroscope FUT |
| ---------------------- | ----------------------- | ---------------------- |
| Num                    | Coureuse                | Pos                    |
| 161                    | Mélanie Bravard (FRA)   | HD                     |
| 163                    | Marina Jaunâtre (FRA)   | 28e                    |
| 164                    | Nathalie Jeuland (FRA)  | 35e                    |
| 166                    | Emmanuelle Merlot (FRA) | HD                     |
| 168                    | Sonia Bazire (FRA)      | HD                     |
| 169                    | Emilie Lebrun (FRA)     | AB                     |

| Team Pro féminin du Génevois TPF | Team Pro féminin du Génevois TPF | Team Pro féminin du Génevois TPF |
| -------------------------------- | -------------------------------- | -------------------------------- |
| Num                              | Coureuse                         | Pos                              |
| 171                              | Sophie Creux (FRA)               | NP                               |
| 172                              | Vicky Fournial (FRA)             | AB                               |
| 173                              | Isabelle Hoffmann (LUX) (route)  | AB                               |
| 174                              | Eugénie Mermillod (FRA)          | 95e                              |
| 175                              | Fanny Riberot (FRA)              | HD                               |
| 176                              | Nathalie Tirard-Collet (FRA)     | HD                               |

| Vlaanderen-Capri Sonne-T Interim VLL | Vlaanderen-Capri Sonne-T Interim VLL | Vlaanderen-Capri Sonne-T Interim VLL |
| ------------------------------------ | ------------------------------------ | ------------------------------------ |
| Num                                  | Coureuse                             | Pos                                  |
| 182                                  | Sofie Goor (BEL)                     | 7e                                   |
| 183                                  | Emma Johansson (SWE)                 | 33e                                  |
| 186                                  | Laure Werner (BEL)                   | 97e                                  |
| 189                                  | Loes Sels (BEL)                      | 103e                                 |

| USC Chirio Forno d'Asolo USC | USC Chirio Forno d'Asolo USC   | USC Chirio Forno d'Asolo USC |
| ---------------------------- | ------------------------------ | ---------------------------- |
| Num                          | Coureuse                       | Pos                          |
| 191                          | Alona Andruk (UKR)             | 39e                          |
| 192                          | Uênia Fernandes Da Souza (BRA) | AB                           |
| 195                          | Samantha Profumo (ITA)         | AB                           |
| 199                          | Ombretta Ugolini (ITA)         | HD                           |

| Giant Pro Cycling GPC | Giant Pro Cycling GPC | Giant Pro Cycling GPC |
| --------------------- | --------------------- | --------------------- |
| Num                   | Coureuse              | Pos                   |
| 201                   | Xiaoning Gao (CHN)    | HD                    |
| 202                   | Li Meifang (CHN)      | AB                    |
| 204                   | Yong Li Liu (CHN)     | 81e                   |
| 205                   | Meng Lang (CHN)       | 79e                   |
| 206                   | Xiangyin Ruan (CHN)   | HD                    |
| 208                   | Wang Fei (CHN)        | AB                    |

| Team Specialized Designs for Women TSW | Team Specialized Designs for Women TSW | Team Specialized Designs for Women TSW |
| -------------------------------------- | -------------------------------------- | -------------------------------------- |
| Num                                    | Coureuse                               | Pos                                    |
| 211                                    | Sarah Grab (SUI)                       | AB                                     |
| 212                                    | Catrine Josefsson (SWE)                | HD                                     |
| 213                                    | Nicole Käser (SUI)                     | AB                                     |
| 214                                    | Rosmarie Mayer (GER)                   | AB                                     |
| 215                                    | Mirjam Hauser-Senn (SUI)               | 82e                                    |
| 216                                    | Birgit Söllner (GER)                   | 55e                                    |

| Suisse SUI | Suisse SUI              | Suisse SUI |
| ---------- | ----------------------- | ---------- |
| Num        | Coureuse                | Pos        |
| 221        | Annette Beutler (route) | 22e        |
| 222        | Alexandra Born          | AB         |
| 225        | Valérie Hofstetter      | AB         |
| 227        | Karin Steiner           | 90e        |
| 228        | Marianne Stalder        | HD         |

| Italie ITA | Italie ITA        | Italie ITA |
| ---------- | ----------------- | ---------- |
| Num        | Coureuse          | Pos        |
| 231        | Martina Corazza   | 13e        |
| 232        | Alice Donadoni    | 101e       |
| 233        | Giulia Lazzerini  | 99e        |
| 234        | Silvia Parietti   | 51e        |
| 236        | Francesca Tognali | 94e        |
| 237        | Elena Berlato     | HD         |

| Australie AUS | Australie AUS     | Australie AUS |
| ------------- | ----------------- | ------------- |
| Num           | Coureuse          | Pos           |
| 241           | Nikki Butterfield | 14e           |
| 243           | Jocelyn Loane     | 107e          |
| 244           | Jenny MacPherson  | HD            |
| 245           | Amanda Spratt     | 96e           |
| 246           | Candice Sullivan  | 45e           |
| 247           | Katie Brown       | HD            |

| Lituanie LTU | Lituanie LTU        | Lituanie LTU |
| ------------ | ------------------- | ------------ |
| Num          | Coureuse            | Pos          |
| 251          | Edita Janeliūnaitė  | HD           |
| 252          | Urtė Juodvalkytė    | AB           |
| 254          | Agnė Miliškevičiūtė | AB           |
| 255          | Agne Sukutyte       | AB           |
| 258          | Lina Skujaite       | HD           |

| France FRA | France FRA               | France FRA |
| ---------- | ------------------------ | ---------- |
| Num        | Coureuse                 | Pos        |
| 261        | Christel Ferrier-Bruneau | 89e        |
| 262        | Florence Girardet        | HD         |
| 263        | Sonia Huguet             | 106e       |
| 264        | Julie Krasniak           | 65e        |
| 265        | Magali Le Floc'h         | 32e        |
| 269        | Sylvie Riedle            | 17e        |

| Nouvelle-Zélande NZL | Nouvelle-Zélande NZL | Nouvelle-Zélande NZL |
| -------------------- | -------------------- | -------------------- |
| Num                  | Coureuse             | Pos                  |
| 271                  | Toni Bradshaw        | 48e                  |
| 273                  | Michelle Hyland      | 43e                  |
| 274                  | Serena Sheridan      | 61e                  |
| 275                  | Georgina Waibl       | 66e                  |
| 276                  | Carissa Wilkes       | 49e                  |
| 277                  | Marina Duvnjak       | HD                   |

| Brésil BRA | Brésil BRA                         | Brésil BRA |
| ---------- | ---------------------------------- | ---------- |
| Num        | Coureuse                           | Pos        |
| 281        | Clemilda Fernandes                 | 84e        |
| 282        | Janildes Fernandes                 | 77e        |
| 283        | Debora Cristina Gerhard            | 86e        |
| 284        | Valquiria Alessandra Bento Pardial | AB         |

Source.